# Cyril Pellevat
 (juillet 2016).
Cyril Pellevat, né le 18 février 1981 à Annemasse (Haute-Savoie), est un homme politique français. Il est élu maire d'Arthaz-Pont-Notre-Dame en mars 2008, sénateur de la Haute-Savoie en septembre 2014 et conseiller régional d'Auvergne-Rhône-Alpes en décembre 2015.

## Biographie

### Famille
Cyril Pellevat est le fils d'Andre et de Chantal, il a deux sœurs aînées, Nathalie et Valerie. Il est marié et père de deux filles. Ses parents ont longtemps été agriculteurs avant que son père rejoigne l'ONU à Genève. Son père a été premier adjoint de la commune d'Arthaz Pont-Notre-Dame. Membre du club de football Arthaz-Sports, il passe d'entraîneur à président[réf. nécessaire].

### Études
Après son baccalauréat, Cyril Pellevat a étudié l'organisation et la gestion de production à l'IUT d'Annecy, avant d'intégrer un master en marketing et commerce international à l'ESGCI, une école de commerce privée de Paris[réf. nécessaire].
En 2005, il complète son cursus par un MBA dans la gestion des ressources humaines au MBA ESG, où il obtient la mention bien[réf. nécessaire].

### Carrière professionnelle
En 2006, il commence sa carrière professionnelle dans la société genevoise Firmenich, l'un des leaders mondiaux dans les domaines de la parfumerie et des arômes en tant qu'assistant ressources humaines. Il monte progressivement les échelons pour devenir en 2009 chef de projet ressources humaines dans les applications SIRH[réf. nécessaire].
En 2011, il quitte Firmenich pour rejoindre I'Union des associations européennes de football (UEFA) où il devient le responsable ressources humaines chargé des processus de rémunérations, de l'équipe administrative et de la mise en œuvre du SIRH.
Depuis décembre 2014 il est chef de l'administration de la Fondation UEFA pour l'enfance. Celle-ci a pour but de venir en aide aux enfants et de défendre leurs droits, par exemple par le biais du sport et du football en particulier, en apportant son soutien notamment dans les domaines de la santé de l’enfant, l’éducation des enfants, l’accès au sport, le développement personnel de l’enfant, l’intégration des minorités ainsi que la défense des droits de l’enfant.
Spécialisé dans le volet social du football, il intervient régulièrement lors de conférences qui abordent ces thématiques,,.
Il donne également des conférences à la International Sports Marketing Chair de l'ESSEC Business School[réf. nécessaire].

### Ascension politique locale et nationale
En mars 2008, il se présente aux élections municipales contre deux autres listes menées l'une par le maire sortant, Yves Rosset, et la seconde par le premier adjoint sortant. Sa liste « Arthaz A'venir » arrive en tête des suffrages dès le premier tour. Le deuxième tour le voit s'opposer au maire sortant, la troisième liste s'étant retirée. Élu avec 53 % des voix, il devient maire de la commune d'Arthaz-Pont-Notre-Dame à l'âge de 27 ans, ce qui fait de lui le plus jeune maire de Haute-Savoie.
En mars 2014, il est réélu avec près de 67 % des suffrages. Il est également vice-président de la communauté de communes Arve et Salève chargé des finances, des zones d'activités et de la communication.
Durant ces mandats, il porte le projet de la réalisation d'un centre intergénérationnel intégrant les premiers logements aidés de la commune, une maison de santé pluridisciplinaire et une micro-crèche. Il entame la sécurisation du centre-village, réalise un nouveau groupe scolaire et procède a l'acquisition de nombreuses réserves foncières notamment au centre-village et dans le secteur des Rafforts.
Il s'est opposé avec succès à un grand projet de carrière de la société Vinci sur le territoire de la commune qui menaçait une nappe phréatique alimentant en eau les habitants de l'agglomération annemassienne et d'Arthaz. Il a été filmé dans un documentaire de D8, Enquête d'actualité roms, les gens du voyages pourquoi tant de haine, alors qu'il s'opposait à l'installation illicite d'un campement sur sa commune.
Touché par le cumul de mandats, il doit démissionner du conseil municipal et abandonner sa fonction de maire le 18 aout 2016.
En janvier 2010, Jean-Claude Carle alors tête de liste départementale pour les élections régionales le sollicite pour faire partie de sa liste, proposition qu'il accepte, mais à condition d'être en position non éligible car il souhaite se consacrer entièrement à son mandat de maire.
Renaud Muselier, tête de liste Rhône-Alpes-PACA-Corse pour les élections européenne de mai 2014, le sollicite pour faire partie de sa liste. Son profil de jeune maire d'une commune frontalière, bilingue en anglais, lui paraît intéressant[réf. nécessaire].
À la suite de la décision du sénateur Pierre Hérisson de ne pas briguer un nouveau mandat, Cyril Pellevat se présente aux élections sénatoriales de septembre 2014. Le mode de scrutin étant passé de scrutin majoritaire plurinominal au scrutin à la proportionnelle avec listes paritaire, la commission nationale d'investiture de l'UMP a décidé de n'investir que le candidat sortant Jean-Claude Carle et ne lui délivre pas d'investiture officielle. Il se présente contre la liste UMP officielle, mais avec le soutien du président de l'UMP de Haute-Savoie et ancien président de l'Assemblée nationale Bernard Accoyer, et celui du comité départemental[réf. nécessaire]. Sa liste « renouvellement et proximité » composée d'Annabel André-Laurent, adjointe au maire d'Annecy et conseillère régionale ; Bertrand Mauris-Demourioux, maire de Marignier ; Stéphanie Piedvin, adjointe au maire de Passy et Jean-Luc Bidal, maire de Sciez recueille 21,82 % des suffrages et termine en seconde position. Élu le 28 septembre 2014, à l'âge de 33 ans, il est le 2e plus jeune sénateur de France et de l'histoire de la Ve République (le premier étant le sénateur du Var, David Rachline, membre du FN).
Lors de la séance d'élection du président du Sénat, le mercredi 1er octobre 2014, il fait partie du bureau d'âge, étant l'un des six plus jeunes sénateurs de France. Avec 8 de ces collègues Les Républicains il crée Génération 2014 groupe des nouveaux sénateurs de moins de cinquante ans.
À la suite de la désignation de Laurent Wauquiez à la tête de liste de la nouvelle région Rhône-Alpes Auvergne au début de l'année 2015, celui-ci lui demande de devenir l'un des cinq chefs de file départementaux pour les élections régionales des 6 et 13 décembre 2015. Les listes LR-UDI-MoDem l'emportent, il devient le 13 décembre conseiller régional.
Touché par le cumul de mandats, il doit démissionner du conseil municipal et abandonner sa fonction de maire le 31 août 2016 .
Dans le cadre de la primaire de la droite et du centre des 20 et 27 novembre 2016, il soutient l'ancien ministre de l'Agriculture et actuel député de l'Eure Bruno Le Maire. En septembre 2016, il est nommé avec plusieurs personnalités délégué général au projet de la campagne.
Il parraine Laurent Wauquiez pour le congrès des Républicains de 2017, scrutin lors duquel est élu le président du parti.
À l'occasion de l'élection du président du Sénat de 2014 et 2017 il soutient Gérard Larcher et vote pour lui, il fait d'ailleurs partie de la génération montante fédérée autour de Gérard Larcher ,.

### Au Sénat
À l'occasion de l'étude du projet de loi « pour une société numérique » d'Axelle Lemaire, il milite pour un amendement sur la liberté de panorama, en déclarant: « la restriction de la liberté de panorama à des fins non lucratives et même à des fins non commerciales n’est en effet pas justifiée. »
Le 27 avril 2016, il lance avec son collègue conseiller national Suisse Philippe Nantermod, une démarche inédite transfrontalière pour l’assurance sociale des frontaliers avec le dépôt d'une proposition de résolution au Sénat,,,.
Le 28 juin 2016, il dépose une proposition de résolution en vue d’accroître la coopération franco-suisse en matière de sécurité. Notamment sur l’échange d’informations sur les fichiers S. Cette proposition de résolution en vue d’améliorer les relations transfrontalières sur les questions de sécurité fait suite à des discussions engagées avec le conseiller d’État suisse chargé du département de la sécurité et de l’économie Pierre Maudet.
Le 26 octobre 2016, il est nommé par les membres de la commission de l'aménagement du territoire et du développement durable rapporteur au fond du projet de loi n° 47 (2016-2017) de modernisation, de développement et de protection des territoires de montagne dit Loi montagne acte II,,,.
Au mois de février 2018, il est nommé par la Commission de l'aménagement du territoire et du développement durable afin d'établir à la suite de la publication du « Plan national d’actions 2018-2023 sur le loup et les activités d’élevage » un rapport d'information qui vise à susciter une prise de conscience de la désespérance du monde pastoral, sans remettre en cause la présence du loup, espèce protégée en France. Le rapport est intitulé : « Politique du loup : défendre un pastoralisme au service de la biodiversité »,,,.